# Constitution de l'Irak
Lire en ligne

Traductions : Université de Perpignan > Constitution de 2005

La Constitution de l'Irak est le texte juridique fondamental fixant l'organisation et le fonctionnement de l'actuel État d'Irak. Elle a été adoptée par référendum populaire en octobre 2005.

## Histoire

### Constitutions antérieures
La première constitution de l'Irak, qui a établi une monarchie constitutionnelle, a été adoptée sous le mandat britannique de Mésopotamie le 21 mars 1925 et est restée en vigueur jusqu'à la révolution de 1958 qui a instauré une république, le souverain, chef de l'État et commandant des armées, se voyant attribué de larges pouvoirs. Le Royaume-Uni disposant ainsi d'un contrôle suffisant sur l'Irak, l'accord anglo-irakien du 30 juin 1930 remplace le haut-commissaire britannique par un ambassadeur. L'Irak devient alors officiellement indépendant même si la tutelle britannique est encore forte.
Des constitutions provisoires ont été adoptées en 1958, 1963, 1964, 1968 et 1970, cette dernière restant en vigueur de jure (« de plein droit ») jusqu'à l'adoption de la loi fondamentale définitive. En 1990, un projet de constitution a été préparé mais n'a jamais été promulgué en raison du déclenchement de la guerre du Golfe.

### Constitution de 2005
La  constitution, actuelle a été approuvée par un référendum qui a eu lieu le 15 octobre 2005. Elle a été rédigée en 2005 par les membres du Comité de rédaction constitutionnel irakien pour remplacer la « loi pour l'administration de l'État de l'Irak sous la période de transition » en anglais Law of Administration for the State of Iraq for the Transitional Period, par contraction  « Transitional Administrative Law » en abrégé TAL). La « TAL » avait elle-même été rédigée entre décembre 2003 et mars 2004 par le Conseil de gouvernement intérimaire irakien, un organisme qui a été mis en place par l'Autorité provisoire de la coalition après la guerre en Irak et l'occupation du pays par les forces américaines et coalisées.
En vertu d'un compromis négocié avant le référendum, il a été convenu que le premier Parlement qui devait être élu en vertu de la nouvelle constitution mettrait en place une commission de révision constitutionnelle en vue de déterminer si la constitution devait être modifiée. Toute modification convenue devrait être ratifiée par un référendum similaire à celui qui avait approuvé le texte initial. Après que cet accord eut été conclu, le Parti islamique irakien à majorité sunnite a accepté de soutenir le « oui » au référendum qui s'est tenu le 15 octobre 2005. La Commission de révision constitutionnelle a été mise en place par le Parlement irakien le 25 septembre 2006.
Les membres de la Commission électorale ont déclaré lors d'une conférence de presse que 78 % des électeurs ont soutenu la Charte et que 21 % pour cent s'y sont opposés. Sur les 18 provinces, deux ont enregistré des quotas de votes négatifs supérieurs aux deux tiers du quorum électoral, une province y opposant son veto. Deux tiers des votes de rejet dans trois des 18 provinces du pays (celles de Mossoul, Al-Anbar et Salah ad-Din, censément majoritairement de confession sunnite) auraient exigé la dissolution de l'Assemblée, de nouvelles élections, et la reprise de l'ensemble du processus de rédaction. Le taux de participation au référendum aurait été de 63 pour cent, toujours selon la même source.
L'élaboration et l'adoption de la nouvelle Constitution ne se sont pas faites sans controverses, les tensions entre sectes religieuses influençant fortement le processus. Certaines déclarations du président du comité de rédaction, Humam Hamoudi, ont été interprétées dans le sens d'un refus de compromis à l'égard des demandes sunnites. La date limite pour la conclusion de la rédaction a été reportée à quatre reprises en raison de l'absence de consensus sur le vocabulaire religieux. En fin de compte, seulement trois des 15 membres sunnites du comité de rédaction ont assisté à la cérémonie de signature, et aucun d'entre eux n'a signé. Les dirigeants sunnites ont été divisés quant à savoir s'il fallait soutenir la constitution. Saleh al-Mutlaq, le négociateur en chef sunnite, a exhorté les partisans de son « Front Hewar » avant de voter contre et le plus grand groupe sunnite, l'Accord du Front Irakien n'a apporté son appui qu'après avoir reçu des promesses qu'il serait revu et modifié en tenant compte de ses revendications. Un comité pour l'amendement de la constitution a ainsi été mis en place mais ses avancées ont été lentes. Il est à noter que la même personne qui a présidé le comité de rédaction, Humam Hamoudi, préside aussi le comité d'amendement.
Le texte de la constitution proposée a été lu à l'Assemblée nationale le dimanche 28 août 2005. Il décrit l'état irakien comme une  « république démocratique, fédérale et représentative » (Art. 1er) et un « pays multi-ethnique, multi-religieux et multi-sectaire » (Art. 3)).

#### Rédaction
L'Assemblée nationale de transition, qui a été élue en janvier 2005, conformément à la loi administrative de transition de l'Autorité provisoire de la coalition, a nommé un Comité constitutionnel dans le but de préparer un projet de constitution pour le 15 août 2005. Le Comité a été initialement constitué de 55 membres, tous issus de l'Assemblée nationale de transition, ce comité a finalement été ouvert à d'autres membres que les mandataires de l'Assemblée, afin de permettre aux représentants de la communauté arabe sunnite de participer, étant donné que cette dernière avait boycotté les élections ayant mis en place l'Assemblée nationale de transition.
Conformément à la loi administrative de transition, la Commission constitutionnelle a été tenue d'achever ses travaux avant le 15 août 2005 pour que le projet puisse être soumis à un référendum le 15 octobre suivant. Cependant, dès le début du mois d'août, toutes les parties s'accordèrent pour constater que quelques-uns des éléments les plus importants de la Constitution, y compris le fédéralisme, était encore loin d'être fixés. En conséquence, le Comité a été dissous et remplacé par un organe ad hoc (dénommé le « Directoire »), composé de six membres, qui a continué à négocier les termes de la constitution jusqu'à trois jours avant la date du référendum.

Carte donnant les résultats du référendum constitutionnel.

Le 18 septembre 2005, plusieurs modifications apportées au texte de la Constitution ont été approuvés par le Parlement de l'Irak et introduites dans la version présentée à la ratification populaire.

#### Adoption
La Constitution a été adoptée le 15 octobre 2005 par un référendum populaire.

#### Révision
Des procédures de révisions et d'amendement de la nouvelle constitution irakienne ont été définies par les autorités rédactionnelles.

## Dispositif général

### Principes fondamentaux
- L'Irak est une nation indépendante[5].
- Le système de gouvernement est démocratique, fédéral, représentatif, l'Irak est une république parlementaire[6].
- L'Islam est la religion d'État et un fondement essentiel de la législation du pays[7] et aucune loi ne peut y être contraire[8].
- La Constitution est la loi suprême du pays[9] et aucune loi ne peut la contredire[10].
- Aucune loi qui contredit les principes de la démocratie ne peut être établie[11].
- Aucune loi qui contredit les droits et libertés fondamentaux ne peut être établie[12].
- L'identité islamique de la majorité du peuple irakien, les droits religieux ainsi que la liberté de croyance et de pratiques religieuses sont garantis[13].
- L'Irak fait partie du monde islamique et ses citoyens arabes font partie de la nation arabe[14].
- Les associations ou opinions ne peuvent pas plaider, fomenter, justifier ou propager le racisme, le terrorisme, le « takfir » (déclarer une personne infidèle) ou le nettoyage sectaire[15]. Le Parti Baas irakien, quel que soit le nom qu'il adopte, est spécifiquement interdit[15].
- Le pays dispose d'une armée et d'un service de sécurité sous le commandement de l'autorité civile, ils ne peuvent interférer dans la politique ou être utilisés pour un changement de l'autorité[16]. Les milices sont interdites[17]. Les responsables militaires ne peuvent pas exercer des fonctions publiques[18].

### Droits et libertés fondamentaux
La Constitution définit de nombreux droits et libertés et assure le légalisme constitutionnel dans de nombreux domaines.
Elle garantit la règle de droit,  l'égalité devant la loi, l'égalité des chances, le respect de la vie privée, l'inaliénabilité de la nationalité et de la double nationalité, la liberté religieuse et la liberté de pensée, de conscience et de croyance.
Elle instaure aussi l'indépendance de la justice, l'interdiction de lois criminelles rétroactives, le recours à un avocat pour le droit à la défense, le caractère public des procédures judiciaires à moins  que le tribunal ne décide d'un huis clos et la présomption d'innocence et exige des garanties légales pour l'usage des écoutes téléphoniques. Elle interdit l'usage de la torture psychologique et physique et des traitements inhumains.
Elle accorde le droit de participer aux affaires publiques, le droit de vote et d'éligibilité et règlemente l'extradition et l'asile politique.
La constitution assure aussi la défense des libertés économiques, sociales et culturelles, le droit au travail, le droit d'adhérer à  un syndicat et la liberté de commerce. Elle protège la propriété privée et assure un salaire minimum, le droit aux soins de santé, la gratuité de l'enseignement, la pratique libre des sports et le droit à la dignité.
Elle n'offre toutefois que des droits limités en matières de liberté d'expression, liberté de la presse et liberté de réunion de même que dans le domaine de la formation d'associations et de la constitution de partis politiques.

### Statut des minorités

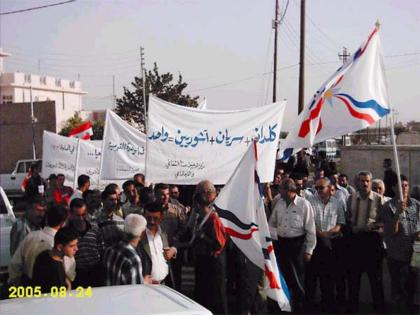
Manifestation de la minorité assyrienne contre le projet de nouvelle constitution.

- L'Irak est un pays multi-ethnique, multi-religieux et multi-sectaire[14] et l'arabe et le kurde sont les langues officielles[38]. Les Irakiens ont le droit d'éduquer leurs enfants dans leur langue maternelle, comme le turkmène et l'assyrien dans les établissements d'enseignement publics ou dans toute autre langue dans les institutions privées d'enseignement, conformément à la réglementation éducative[39],[note 6].
- Le turkmène et l'assyrien seront les langues officielles dans les régions où ils sont pratiqués[40]. Toute région ou  province peut prendre une langue locale comme langue officielle supplémentaire si une majorité de la population l'approuve par référendum général[41].
- La quatrième partie du Chapitre Cinq de la constitution (cfr « organisation administrative du territoire » infra), se réduisant au seul article 121, organise des administrations locales garantissant les droits administratifs, politiques, culturels et éducatifs des différents groupes ethniques du pays (Turkmènes, Assyriens, etc.) et stipule que la législation sera adoptée pour réglementer ces droits.

### Organisation des pouvoirs fédéraux
Le gouvernement fédéral est composé du pouvoir législatif, de pouvoir exécutif et du pouvoir judiciaire, ainsi que de nombreuses commissions indépendantes.

#### Pouvoir législatif
Le pouvoir législatif est composé du Conseil des représentants de l'Irak et du Conseil fédéral de l'Irak. 
- Conseil des représentants

Le Conseil des représentants est le principal organe élu de l'Irak. La Constitution définit le « nombre de membres à raison d'un représentant par 100 000 citoyens représentant l'ensemble du peuple irakien ». Ses membres sont élus pour un mandat de quatre ans.
Le conseil élit le président de l'Irak, approuve la nomination des membres de la Cour fédérale de cassation, le procureur général et le président de la Commission de surveillance de la magistrature sur proposition du Conseil supérieur juridique; il approuve la nomination du chef d'état-major, ses assistants, les commandants de division et le directeur du service de renseignement, sur proposition du Conseil des ministres.
- Conseil fédéral

Le Conseil fédéral est composé de représentants des régions et les gouvernorats qui ne sont pas organisés en région (cfr infra). Le conseil est réglementé dans la loi par le Conseil des représentants.

#### Pouvoir exécutif
Le pouvoir exécutif est composé par le président de la république et le Conseil des ministres.
- Président

Le président de la République est le chef de l'état et la "sauvegarde de l'engagement à la Constitution et à la préservation de l'indépendance de l'Irak, et la souveraineté, l'unité, la sécurité de ses territoires en conformité avec les dispositions de la Constitution. Le Président est élu par le Conseil des représentants à la majorité des deux tiers, et ne peut effectué plus de deux mandats de quatre ans. Le Président ratifie les traités et les lois qui sont adoptées par le Conseil des représentants, les questions de réhabilitation sur la recommandation du Premier ministre, et exécute le « devoir du commandement supérieur des forces armées à des fins cérémonielles et d'honneur ».
Il existe aussi un vice-président qui remplit le rôle du Président en cas d'absence ou de retrait.
Le Conseil de la présidence est une entité fonctionnant sous les auspices des "dispositions transitoires" de la Constitution. D'après la Constitution, le Conseil de la présidence remplit les fonctions du Président jusqu'à que la Constitution soit ratifiée et un gouvernement mis en place.
- Conseil des ministres

Le Conseil des ministres est composé du Premier ministre et de son cabinet.
Le Président de l'Irak nomme le candidat du parti du Conseil des représentants qui a le plus grand nombre d'alliés pour former le cabinet. Le Premier ministre est l'autorité exécutive directement responsable de la politique générale de l’État et le commandent en chef des forces armées. Il dirige le Conseil des ministres et en préside les réunions, et a le droit de rejeter les ministres avec le consentement du Conseil des représentants.
Le cabinet est chargé de superviser leurs ministères respectifs, faire des propositions de lois, préparer le budget, négocier et signer les accords et les traités internationaux, et nommer les sous-secrétaires, les ambassadeurs, le chef d'état-major des forces armées et ses assistants, les commandants de division ou plus élevé, le directeur du service national de renseignement, et les chefs des institutions de sécurité.

#### Pouvoir judiciaire
Le pouvoir judiciaire fédéral est composé du Conseil supérieur de la magistrature de l'Irak, la Cour suprême d'Irak, la Cour de cassation d'Irak, le ministère Public, la Commission judiciaire de surveillance de l'Irak et d'autres tribunaux fédéraux qui sont organisés par la loi. Un de ces tribunaux est la Cour pénale centrale irakienne. 
- Conseil supérieur de la magistrature

Le Conseil supérieur de la magistrature gère et supervise les affaires de la magistrature fédérale. Il supervise les affaires des divers comités judiciaires, nomme le juge principal et les membres de la Cour de cassation, le procureur général, et le juge principal de la Commission de surveillance judiciaire et établit le budget de la justice
- Cour suprême

La Cour suprême est un organe judiciaire indépendant qui interprète la Constitution et juge de la constitutionnalité des lois et règlements. Il agit comme une cour d'appel de dernier ressort, règle les différends entre le gouvernement fédéral et les régions et gouvernorats, les municipalités et les administrations locales, et instruit les accusations dirigées contre le Président, le Premier ministre et les ministres. Il ratifie également les résultats définitifs des élections générales pour le Conseil des représentants. 
- Cour pénale centrale

La Cour pénale centrale irakienne est le principal tribunal criminel. La CPCI est basée sur un système d'enquête et se compose de deux chambres: un tribunal d'enquête et un tribunal pénal.

#### Commissions indépendantes et autres institutions
La Haute Commission indépendante des droits de l'homme, la Haute Commission électorale indépendante, et la Commission sur l'intégrité publique sont des commissions indépendantes faisant l'objet d'une surveillance par le Conseil des représentants.
La Banque centrale d'Irak, le Conseil supérieur de contrôle, la Commission des Communications et des Médias et la Commission des dotations sont des institutions indépendantes financièrement et administrativement.
La Fondation des Martyrs est rattachée au Conseil des ministres. Le Conseil fédéral de la fonction publique réglemente les affaires de la fonction publique fédérale, y compris les nominations et promotions des fonctionnaires.

### Compétences du Gouvernement fédéral
Le gouvernement fédéral a une compétence exclusive dans les matières suivantes :
- La politique étrangère et de négociation[66]
- Politique fiscale et douanière, politique monétaire, politique commerciale inter-régional et inter-gouvernorats et l'administration de la banque centrale[67]
- Normes et poids[68],  naturalisation[69], gestion du spectre radioélectrique et l'e-mail[70]
- Le budget national[71]
- La politique de l'eau[72]
- Le recensement[73]
- Les programmes sociaux
- Gestion du pétrole et du gaz, en coopération avec les gouvernements des régions productrices et les gouvernorats[74]

Compétences partagées avec les autorités régionales : 
- Coutumes régionales
- Puissance électrique
- La politique environnementale
- Planification publique
- La santé et l'éducation

Tous les pouvoirs non exclusivement accordés au gouvernement fédéral sont des pouvoirs dévolus aux régions et gouvernorats qui ne sont pas organisées en région. La priorité est donnée à la loi régionale en cas de conflit de compétence  entre le gouvernement fédéral et les gouvernements locaux.

### Organisation administrative du territoire
Le chapitre Cinq de la constitution,  « Autorités des régions », décrit l'organisation territoriale de la fédération irakienne. Il commence par affirmer que le système fédéral de la république est constitué de la capitale, les régions, les provinces décentralisées, et les administrations locales. 
- Première partie: Régions

Les futures régions de l'Irak doivent être établies à partir de ses actuels 18 gouvernorats  (ou provinces). Tout(e) province ou groupe de provinces, est en droit de demander à être reconnue comme une région,  une telle demande doit être faite soit par les deux tiers des membres des conseils provinciaux dans les provinces concernées ou par un dixième des électeurs inscrits dans la/les province(s) en question.
- Deuxième partie: Provinces non organisées en région

Les provinces qui ne veulent pas ou ne peuvent pas rejoindre une région jouissent encore de suffisamment d'autonomie et de ressources pour leur permettre de gérer leurs propres affaires internes selon le principe de la décentralisation administrative. Avec l'approbation des deux parties, les responsabilités du gouvernement fédéral peuvent être déléguées aux provinces, ou vice versa. Ces provinces décentralisées sont dirigées par des gouverneurs de province, élus par des Conseils provinciaux. Les niveaux administratifs au sein d'une province sont définis, dans l'ordre décroissant, comme les districts, les comtés et les villages.
- Troisième partie: la capitale

L'article 120 stipule que Bagdad est la capitale de la République, dans les limites du gouvernorat de Bagdad. La Constitution ne fait aucune référence spécifique à la situation de la capitale et ses environs dans le gouvernorat de la structure fédérale, indiquant simplement que son statut doit être réglementé par la loi. 
- Quatrième partie: administrations locales

Composée uniquement de l'article 121, cette quatrième partie énonce simplement que la Constitution garantit les droits administratifs, politiques, culturelles et éducatives des différents groupes ethniques du pays (Turkmènes, Assyriens, etc) et que des lois seront adoptées pour réglementer ces droits.